# Fideus de xocolata
Els fideus de xocolata són trossets molt petits de llaminadura, normalment amb gust de xocolata, tot i que també es comercialitzen amb diversos colors i sabors, utilitzats per a decorar o afegir textura a dolços i postres, típicament cupcakes, galetes, dònuts, gelats, iogurt gelat i alguns flams.

## Història
L'origen dels fideus es remunta almenys fins a la fi del segle xviii, quan els rebosteria francesos començaren a emprar-los per decorar les pièces montées. Els hagelslag neerlandesos foren inventats el 1936 per Gerard de Vries per a Venz, una companyia neerlandesa que els popularitzà. Després de molta recerca i desenvolupament, De Vries i Venz crearen la primera màquina capaç de produir petits fideus de xocolata. Foren batejats hagelslag per la seva semblança amb el prominent fenomen meteorològic als Països Baixos, la calamarsa. Si el contingut de cacau és inferior al 35% s'ha de dir cacaofantasie en comptes de hagelslag.

## Usos

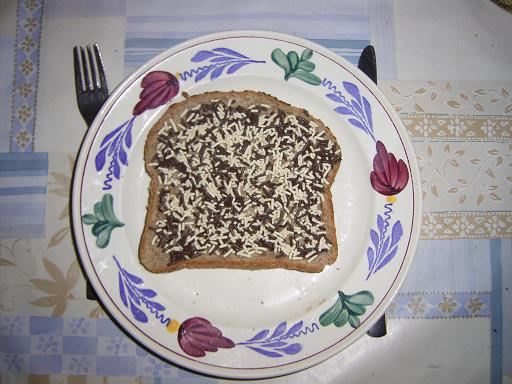
Als Països Baixos i Bèlgica, els fideus de xocolata (hagelslag) solen utilitzar-se sobre pa.

Els fideus de xocolata solen necessitar glacejat per a adherir-se a la superfície de l'aliment. S'empren sovint en dolços més petits, com ara cupcakes, galetes, trufes i brigadeiros, que solen tenir més glacejat i menys diàmetre que els pastissos. Als Països Baixos els hagelslag es mengen sobre pa (de forma semblant als muisjes i els vlokken), sent també freqüent a Bèlgica i Indonèsia, una antiga colònia neerlandesa. Aquests països també empren vruchtenhagel i anijshagel (fets de sucre i amb gust de fruita o anís, respectivament) sobre pa, principalment per esmorzar.